# Together (The New Pornographers)
Together è il quinto album in studio del gruppo musicale indie rock canadese The New Pornographers, pubblicato nel 2010.

## Tracce
1. Moves – 3:53
2. Crash Years – 4:07
3. Your Hands (Together) – 3:33
4. Silver Jenny Dollar – 2:53
5. Sweet Talk, Sweet Talk – 3:40
6. My Shepherd – 4:36
7. If You Can't See My Mirrors – 2:56
8. Up in the Dark – 3:10
9. Valkyrie in the Roller Disco – 3:32
10. A Bite Out of My Bed – 3:13
11. Daughters of Sorrow – 3:07
12. We End Up Together – 5:47

## Formazione
Gruppo
- Dan Bejar - voce, chitarre, piano, organo, vibrafono, percussioni
- Kathryn Calder - voce, tastiere, piano
- Neko Case - voce
- John Collins - basso, chitarre, tastiere, Kaossilator, chitarra a 12 corde
- Kurt Dahle - batteria, percussioni, vox
- Todd Fancey - chitarra, banjo
- A.C. Newman - voce, chitarre, tastiere, basso, banjo
- Blaine Thurier - tastiere

Collaboratori
- Annie Clark - chitarra solista in My Shepherd
- Zach Condon - tromba in A Bite Out of My Bed
- The Dap-Kings - corni
- Will Sheff - cori in Moves
- Dave Guy, Cochemea Gastelum, Neal Sugarman - sassofoni, tromba, flauto
- Tara Szczygielski, Ben Kalb - violino, violoncello